# الهيرنانتي
الهيرنانتي (باللاتينية: Hirnantian)، وهي ثالث مرحلة من فترة الأوردوفيشي المتأخر والسادسة والأخيرة من العصر الأوردوفيشي، حيث امتدت من 445.2  ± 0.9 إلى 443.1  ± 0.9 مليون سنة مضت، لمدة 2.1 مليون سنة تقريبا.

## التسمية
يعود مصطلح الدابنغي إلى كوم هيرنانت جنوب بالا، جويند التي تقع شمال ويلز المملكة المتحدة. تم اقتراح الاسم عام 1933 من قبل الجيولوجي جون بيفيس بيستون بانكروفت.

## المقطع النموذجي
تقع نقطة ومقطع طبقة الحدود العالمية (GSSP) لبداية الهيرنانتي في «قطاع وانغجياوان» (30°59′03″N 111°25′11″E / 30.9841°N 111.4197°E) بالقرب من قرية وانغجياوان، 42 كلم شمال مدينة ييتشانغ، خوبي، الصين. وهو نتوء ووففنغ فوق تكوين لونغماشي، يتكون من طفل صفحي وشيرت. وتم تعريف قاعدة الهيرنانتي بأول ظهور لأنواع الجرابتوليت الخطيات العادية الاستثنائية (Normalograptus extraordinarius). وتم تعريف حدوده العلوية بأول ظهور لأنواع الجرابتوليت اكيدوغرابتوس اسينسوس (Akidograptus ascensus).